# Grayia caesar
Grayia caesar — вид отруйних змій родини полозових (Colubridae). Мешкає в Центральній Африці.

## Поширення й екологія
Grayia caesar мешкають у Камеруні, Центральноафриканській Республіці, Екваторіальній Гвінеї, Габоні, Республіці Конго і Демократичній Республіці Конго, а також на півночі Анголи. Вони живуть у вологих тропічних лісах, на берегах водойм. У Камеруні зустрічаються на висоті від 330 до 1360 м над рівнем моря.